# Courcelles-Val-d'Esnoms
Pour les articles homonymes, voir Courcelles.
Courcelles-Val-d'Esnoms est une ancienne commune française du département de la Haute-Marne en région Grand Est. 
Depuis le 15 mai 1972, la commune de Courcelles-Val-d'Esnoms est rattachée sous le régime de la fusion-association à celle d'Esnoms-au-Val qui deviennent Le Val-d'Esnoms.

## Géographie
Son sol appartient au terrain jurassique; on y trouve dans plusieurs endroits des bancs de tuf.

## Histoire

### Paroisse, haute-justice, fiscalité
Courcelles (Corcellae en 1217) est une ancienne paroisse succursale d'Esnoms dont l'église qui est dédiée à saint Michel, avec une chapelle saint Antoine, a été reconstruite au XIXe siècle. Les dîmes étaient prélevées par l'évêque de Langres. La paroisse relevait sur le plan spirituel du doyenné de Grancey et sur le plan fiscal de la généralité de Champagne, élection et bailliage de Langres, mais sa justice ressortissait de la prévôté de Montsaugeon qui était régie par la Coutume de Sens et où l'Évêque qui était haut-justicier y avait un bailli particulier, représenté à Courcelles par un mayer, avec un procureur fiscal et un greffier. Non seulement il n'y avait pas à Courcelles d'hommes de main-morte ou de servile condition, mais c'était une terre allodiale. L'évêque y percevait les tailles, des corvées pour les charrois, les dîmes des grains et des vins, les lods et ventes.
Il existait un couvent de carmes dont l'ancienne porte présente sur son fronton l'inscription datée de 1698 : Jesus Hominum Salvator - Domina - Beata Maria - Semper Domini - Anno Domini 1698[réf. nécessaire].

### Seigneuries
Dans son Voyage à Bourbonne, à Langres et autres récits, Diderot mentionne que le seigneur se nommait « Henri Leclerc [de Rançonnières], [et qu'il] avait pour voisin un M. de Fourmont [travestissement de Jourdeuil], conseiller au Présidial de Langres. Les deux maisons n'étaient séparées que par une borne; cette borne gênait la porte de M. Leclerc de Rançonnières, et en rendait l'entrée difficile. M. Leclerc de Rançonnières la fit reculer de quelques pieds du côté de M. Jourdeuil; celui-ci renvoya la borne d'autant sur M. Leclerc; et puis voilà de la haine, des insultes, un procès entre les voisins ». Mammès Jourdeuil (1625) et ses trois fils Hubert (1660), Claude-Sébastien (1662) et Nicolas (1666), ont été conseillers au Présidial de Langres, le dernier a laissé en manuscrit un Commentaire sur la Coutume de Sens, et en particulier la Coutume de Langres, vers 1730, in-folio. 
Un autre seigneur de Courcelles était Claude Piétrequin (1747-1804), seigneur de Prangey, de Torcenay, de Marac, grand-père du pionnier de la photographie Joseph-Philibert Girault de Prangey (1804-1892) qui y habitait une villa qu'il avait fait construire.
En 1799, le château de Courcelles est acheté 15 000 livres par Jean-Baptiste Godard (1741-1818), maître horloger du roi Louis XVI, rue Sainte-Avoye à Paris, qui s'est réfugié à Langres en 1792.

### Agriculture
Courcelles est situé dans un vallon qui donnait du blé et du seigle, au pied de coteaux importants et bien exposés au Midi qui ont été plantés en vigne par les moines à partir du XIIe siècle et qui donnaient comme à Montsaugeon un vin d'un cru recherché, apparenté aux vins de Bourgogne.

### Tissages
« À Courcelles-Val-d'Esnoms, les tisserands faisaient deux sortes de droguets: l'une était montée par une chaîne en fil et la trame en coton formant un tissu bleu très résistant. L'autre montée par une chaîne en fil et la trame en laine donnant un tissu chaud. Souvent la laine n'était pas teinte ; on nuançait en alternant les toisons (moutons blancs, moutons noirs). Pour convertir la laine en fil, on l'imbibait légèrement d'huile pour l'assouplir ; l'étoffe était ensuite conduite au foulon pour y être dégraissée au moyen de terre argileuse. »

## Politique et administration
| Période                                  | Période | Identité        | Étiquette | Qualité |
| ---------------------------------------- | ------- | --------------- | --------- | ------- |
|                                          |         | Philippe Rachet |           |         |
| Les données manquantes sont à compléter. |         |                 |           |         |

## Démographie
| 1866 | 1872 | 1876 | 1881 | 1886 | 1891 | 1896 | 1901 | 1906 |
| ---- | ---- | ---- | ---- | ---- | ---- | ---- | ---- | ---- |
| 421  | 395  | 378  | 374  | 361  | 354  | 332  | 317  | 295  |

| 1911 | 1921 | 1926 | 1931 | 1936 | 1946 | 1954 | 1962 | 1968 |
| ---- | ---- | ---- | ---- | ---- | ---- | ---- | ---- | ---- |
| 277  | 220  | 194  | 190  | 180  | 188  | 187  | 152  | 154  |

## Lieux et monuments

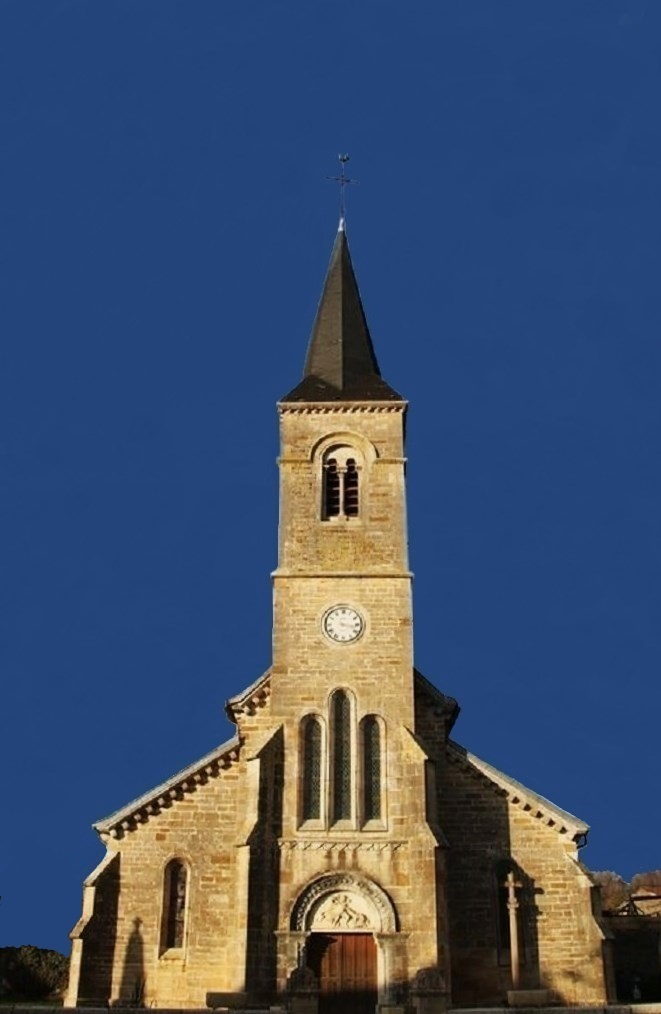
l'église Saint-Michel

- Château ; construit par la famille Leclerc de Courcelles, tombé en ruines à la fin du XXe siècle
- Église Saint-Michel

## Personnalités liées
- Joseph-Philibert Girault de Prangey (1804-1892), photographe et dessinateur
- Jean-Baptiste Godard (1742-1818), maître horloger